# Boulton Paul Defiant
Boulton Paul Defiant je bilo britansko nočno lovsko letalo druge svetovne vojne. Izdelanih je bilo 1.075 letal vseh različic.

## Različice
- Boulton Paul Defiant Mk I
- Boulton Paul Defiant Mk II
- Boulton Paul Defiant Mk III (z radarjem opremljena različica Mk I)